# 더 리벤지
《더 리벤지》(영어: Acts of Vengeance)는 2017년에 개봉한 미국, 불가리아의 영화이다.

## 캐스팅
주연
- 안토니오 반데라스 : 프랭크 발레라 역
- 칼 어번 : 스트로드 경관 역
- 파즈 베가 : 알마 역

조연
- 크리스티나 세라피니 : 수 발레라 역
- 아타나스 스리브레브

단역
- 로버트 포스터 : 척 역
- 아이작 플로렌틴